# Orsago
Orsago est une commune italienne d'environ 3 900 habitants située dans la province de Trévise dans la région Vénétie, dans le nord-est de l'Italie.

## Administration

### Communes limitrophes
Cordignano, Gaiarine, Godega di Sant'Urbano

## Personnalité liée à la commune
- Zena Rommett (1920- 2010), danseuse et professeure de danse américaine